# Andreu Bestard i Capó
Andreu Bestard i Capó (Santa Maria del Camí, 1829-1904), industrial.
Es va casar amb Catalina Canyelles Canyelles i va tenir 9 fills, dels quals en sobrevisqueren 7. Va crear l'empresa “Andrés Bestard e Hijos” que va funcionar entre 1850 i 1929. Establí la seva fàbrica de licors uns anys abans de 1860. El 1850 Andreu Bestard havia comprat uns alambins per destil·lar el licor anomenat marrasquí, un anisat elaborat amb anisat sec barrejat amb cireres marasques, ametles agres i cireres de pastor. Instal·là els alambins al seu domicili i començà a fabricar aquest licor. També feia un anisat sec de renom. Va aconseguir, amb un procés ideat per ell, l'obtenció d'un anisat dolç de qualitat superior. Un cop desenvolupada la tècnica n'emprengué la producció a gran escala i el seu anisat dolç aviat tengué una fama ben guanyada. A Santa Maria fabricava l'anisat “Dos tigres” i “Mallorca”. Destacaven les comandes d'Andalusia, en especial de Còrdova i Jaén, on era conegut com a “anisado de Santa María”. A Amèrica l'exportava en especial a Puerto Rico (Ponce), Argentina i Uruguai. Bestard vinificà vins de qualitat, moscatell i un licor estomacal obtengut amb 33 plantes diferents. A Ponce s'hi establiren els seus fills Margalida i Pere Bestard i Canyelles, l'any 1880 i hi romangueren fin el 1911. D'allà exportaven a tota l'àrea de les Antilles i a l'Argentina. També es dedicaven a la importació i comercialització de productes colonials com el cafè, rom, sucre i altres. Allà hi crearen empreses com “P. Bestard y Compañía”, dedicada a la importació-exportació, o “La Mallorquina”, més enfocada al comerç especialitzat de productes alimentaris de qualitat (moscatells, anisats i conserves).
Una altra filla, Catalina Bestard i Canyelles, obrí un comerç a Ciutat que actuava com a base de la fàbrica de Santa Maria i suport del negoci de Puerto Rico, ja que s'hi despatxaven tant els productes de Santa Maria com productes d'importació.